# Endobia
Endobia is een geslacht van vliesvleugeligen uit de familie Eurytomidae. De wetenschappelijke naam van dit geslacht is voor het eerst geldig gepubliceerd in 1964 door Erdös.

## Soorten
Het geslacht Endobia is monotypisch en omvat slechts de volgende soort:
- Endobia donacis Erdös, 1964